# Fahrzeugtechnik
Fahrzeugtechnik (engl. Automotive Engineering) ist ein Fachgebiet des Maschinenbaus. Das Studium erfolgt in der Regel eigenständig an Fachhochschulen oder als Vertiefungsrichtung an Universitäten im Rahmen des allgemeinen Maschinenbaus. Während der Fahrzeugbau sich mit der Produktion von (Kraft-)Fahrzeugen befasst und die Verkehrstechnik in der Hauptsache die Lenkung von Verkehrsströmen behandelt, geht es in der Fahrzeugtechnik um umfassende Betrachtung der Konzeption, Konstruktion, Simulation und des Betriebs des Gesamtsystems Fahrzeug und dessen Einzelkomponenten.

## Fahrzeuge
Die Fahrzeugtechnik wird allgemein am ehesten mit Personenkraftwagen in Verbindung gebracht. Sie beschäftigt sich jedoch mit sämtlichen Fahrzeugen und Maschinen, auch wenn sie spurgeführt sind oder nicht von Kraftmaschinen angetrieben werden:
- Fahrräder
- Krafträder
- Personenkraftwagen
- Nutzfahrzeuge (zum Transport von Personen und Gütern)
- Schienenfahrzeuge (spurgeführte Fahrzeuge)
- Arbeitsmaschinen (in der Regel selbstfahrend, zum Beispiel für die Land- oder Forstwirtschaft)
- Anhänger

Das Fach Fahrzeugtechnik fußt wie der allgemeine Maschinenbau auf Naturwissenschaften wie Mathematik, Physik, Thermodynamik und Fluidmechanik sowie klassischen Maschinenbaufächern wie technische Mechanik, Werkstoffkunde, Elektrotechnik und Konstruktionslehre (bzw. Maschinenelemente). Ergänzt wird das Grundlagenwissen durch EDV- und Programmierkenntnisse, Fahrdynamik, Betriebswirtschaftslehre, Regelungs- und Fertigungstechnik.
Fachspezifisch hebt sich der Fahrzeugtechniker vom Maschinenbauer beispielsweise durch die Kenntnisse in Fahrwerktechnik, Motoren- und Antriebstechnik, Karosseriekonzeption und -konstruktion, aktive und passive Sicherheit von Kfz (gesetzliche Rahmenbedingungen und konstruktive Integration am Fahrzeug), Assistenzsysteme, Fahrzeugsimulation und technische Akustik ab. Verschiedene Spezialisierungen und Vertiefungen sind dabei denkbar.

## Berufliche Tätigkeit im Umfeld der Fahrzeugtechnik
Fahrzeugtechnik-Ingenieure arbeiten in der Regel bei den Fahrzeugherstellern (OEMs), Zulieferern, Ingenieurdienstleistern, im öffentlichen Dienst oder im Prüf- und Sachverständigenbereich (z. B. als Prüfingenieur oder aaSoP). Häufig sind sie bei der Konstruktion (Motoren, Karosserien etc.), im Versuch (Prüfstände, Fahrversuch, Bauteilerprobung) oder auch im technischen Vertrieb tätig. Management-Tätigkeiten sind ebenfalls üblich.

## Lehrberuf in Österreich
In Österreich ist Kraftfahrzeugtechniker ein anerkannter Lehrberuf. Der Modullehrberuf Kraftfahrzeugtechnik ersetzt seit 2009 den gleichnamigen Vorgängerlehrberuf Kraftfahrzeugtechnik.
Die modulare Ausbildung umfasst verpflichtend die zweijährige Ausbildung im Grundmodul Kraftfahrzeugtechnik und die eineinhalbjährige Ausbildung in einem der Hauptmodule:
- Personenkraftwagentechnik
- Nutzfahrzeugtechnik
- Motorradtechnik

Zur weiteren Vertiefung der Ausbildung kann noch ein weiteres Hauptmodul gewählt werden oder eines der halbjährigen Spezialmodule:
- Systemelektronik
- Hochvolt-Antriebe

Jedes Hauptmodul kann mit jedem anderen Hauptmodul oder den Spezialmodulen kombiniert werden.
Dauer der Lehrzeit:
- 3,5 Jahre: Grundmodul + ein Hauptmodul
- 4 Jahre: Grundmodul + ein Hauptmodul + Spezialmodul
- 4 Jahre: Grundmodul + zwei Hauptmodule